# Pracejovice
Pracejovice – miejscowość i gmina (obec) w Czechach, w kraju południowoczeskim, w powiecie Strakonice. W 2022 roku liczyła 324 mieszkańców.
W miejscowości jest przystanek kolejowy Pracejovice.